# りぼんオリジナル
『りぼんオリジナル』は、かつて集英社が発行していた日本の漫画雑誌。1981年春の号から2006年6月号まで発行されていた。当初は季刊だったが、後に隔月刊誌に移行した。

## 概要
1981年春の号より創刊。主に読みきり作品や『りぼん』本誌で連載されていた作品の番外編・ギャグ＆ショート作品を掲載していた。

### RIBONオリジナル
2005年12月号から雑誌名をRIBONオリジナルに変更し、リニューアルを実施。若手作家や中堅作家の読みきり作品を主体とし、ベテラン作家の連載は1、2作程度に留めた内容であった。
リニューアルから3号目に当たる2006年4月号にベテラン作家の連載がすべて終了。次号（同年6月号）にて休刊となった。なお最終号では表紙に『りぼん』本誌の連載作品のキャラクターを載せるという、リニューアル前の形式が取られた。
変更点
- 表紙は『りぼん』本誌の連載作品のキャラクターから『RIBONオリジナル』掲載作品のキャラクターに変更。
- タイトルロゴの大幅な変更。
- ベテラン作家による連載を前面に押し立てるスタイル。（椎名あゆみ・倉橋えりか・高須賀由枝）

共通点
- 若手や中堅作家の読みきりは引き続き掲載。
- 番外編の掲載。
- ギャグ＆ショートが一部『りぼん』本誌と併載。

## 連載作品

### 1980年代開始
- オニっ子小太郎（沢田とろ）：1981年春の号（創刊号） - 秋の号
- サラダ日記（みを・まこと）：1981年春の号（創刊号） - 秋の号
- 真珠とり（清原なつの）：1981年春の号（創刊号） - 秋の号
- チュー太チビ助ハッピータイム（ラム）：1981年春の号（創刊号） - 1987年冬の号
- めんたんぴんリーチうるトラ!!（小田空）：1981年春の号（創刊号） - 1982年冬の号
- 有閑倶楽部 （一条ゆかり）：1981年春の号（創刊号） - 1983年春の号 ※後に『りぼん』や『マーガレット』や『コーラス』にも発表。
- メロディ絵本（赤座ひではる）：1981年秋の号 - 1982年早春の号
- アレックス タイムトラベル（清原なつの）：1981年冬の号 - 1982年秋の号
- ミルキー♥みるく（みを・まこと）：1982年初夏の号 - 1983年春の号
- ぐみの実荘ものがたり（篠崎まこと）：1982年秋の号 - 1983年夏の号
- おだのページっ!!（小田空）：1983年春の号 - 1987年春の号
- それすらも日々の果て（一条ゆかり）：1983年秋の号 - 1984年初夏の号
- 妖魔（楠桂）：1985年初夏の号 - 1986年春の号
- お父さんは心配症（岡田あーみん）：1985年夏の号 - 1986年初夏の号 ※『りぼん』と並行連載
- ももこのほのぼの劇場（さくらももこ）：1986年早春の号 - 1988年冬の号
- チャレンジャー（高井祐）：1986年初夏の号 - 1987年春の号
- グリーンブックス（おーなり由子）：1987年初夏の号 - 1988年春の号
- 告白ごっこ（北原菜里子）：1987年冬の号 - 1988年初夏の号
- おちゃめなチチン・プイプイ（ラム）：1988年早春の号 - 2000年6月号
- てこてこはこべ（沢田とろ）：1988年早春の号 - 2003年2月号 ※『りぼん』と並行連載
- 本町一丁目栗本菓子店（樹原ちさと）：1988年秋の号 - 1989年春の号
- ともだちパズル（おーなり由子）：1988年冬の号 - 1990年春の号
- ももこのつれづれ日記（さくらももこ）：1989年早春の号 - 初夏の号
- まゆみ!（田辺真由美）：1989年夏の号 - 2003年2月号 ※『りぼん』と並行連載、1990年夏の号まで『まゆみ発見恋』のタイトルで連載し改題
- ランチタイムがはじまる（樹原ちさと）：1989年秋の号 - 1990年早春の号

### 1990年代開始
- ボン松五郎の冒険（北條知佳）：1990年早春の号 - 秋の号
- おはようの森（おーなり由子）：1990年初夏の号 - 1991年春の号
- 陽気でユーウツなボクら（楓野みかる）：1991年初夏の号 - 冬の号
- バブちゃん（赤座ひではる）：1991年初夏の号 - 1994年4月号
- コジコジ（さくらももこ）：1991年夏の号 - 冬の号
- 恋はデリケート（きたうら克巳）：1991年秋の号 - 1992年早春の号
- のらりん（ところはつえ）：1991年秋の号 - 1996年12月号
- 各駅停車（谷川史子）：1992年春の号 - 初夏の号
- へそで茶をわかす（茶畑るり）：1992年初夏の号 - 1999年12月号 ※『りぼん』と並行連載
- マイ・ロマンティック（浦川まさる）：1992年秋の号 - 1993年6月号
- あくまでラブコメ（楠桂）：1992年冬の号 - 1993年6月号←『りぼん』から移籍
- お砂糖缶づめ（あいざわ遥）：1993年2月号 - 8月号→『りぼん』へ移籍
- くまちゃん（片桐澪）：1993年4月号 - 2003年2月号 ※『りぼんびっくり大増刊号』と『りぼん』と並行連載
- うりちゃんとくりちゃん（萩岩睦美）：1993年6月号 - 1994年4月号
- レディ ゴー（森本里菜）：1993年6月号 - 1993年12月号
- 君と僕の街で（谷川史子）：1993年8月号 - 1994年4月号
- 総四郎まいる!（藤馬かおり）：1993年8月号 - 1994年6月号
- すすめ!雷蔵（きたうら克巳）：1993年10月号 - 1994年2月号
- 乙女ちっく戦争（倉橋えりか）：1994年2月号 - 6月号→『りぼん』へ移籍
- ルナティック雑技団（岡田あーみん）：1994年4月号 - 1995年4月号←『りぼん』から移籍
- ばなな姫お成り!（赤座ひではる）：1994年6月号 - 2000年6月号 ※『りぼん』と並行連載
- ペパーミント・グラフィティ（柊あおい）：1994年6月号 - 12月号
- はっぴいファミリー（新田明未）：1994年8月号 - 12月号
- なぞなぞキューちゃん（及川えみり）：1994年10月号 - 2003年2月号 ※『りぼん』と並行連載、1995年8月号まで『キューちゃんのなぞなぞ大将』のタイトルで連載し改題
- 魔訶不思議（田村逍遥）：1994年10月号 - 1996年10月号
- HIGH SCORE（津山ちなみ）：1994年12月号 - 2006年6月号 ※『りぼんびっくり大増刊号』と『りぼん』と並行連載
- 天使は夢みる（あいざわ遥）：1995年2月号 - 1995年8月号 ※単行本のタイトルは『天使にお願い』
- ももちっく天使（小桃印子）：1995年2月号 - 1996年6月号 ※『りぼんびっくり大増刊号』と並行連載
- ちっちゃなしあわせ物語（高田エミ）：1995年8月号 - 1996年12月号
- 君の瞳はミラクル（倉橋えりか）：1995年10月号 - 1996年4月号
- みよこの初恋（桑名みやび）：1995年10月号 - 1996年8月号
- ますたーびーすとキラリン（彩花みん）：1996年2月号 - 12月号
- 次回をおたのしみに（あいざわ遥）：1996年6月号 - 12月号
- え〜かげんにせい!（園田小波）：1996年8月号 - 2003年4月号
- めだかの学校（森ゆきえ）：1996年8月号 - 2005年2月号 ※『りぼんびっくり大増刊号』と『りぼん』と並行連載
- クールにいきましょう（あゆかわ華）：1997年2月号 - 6月号→『りぼん』へ移籍
- ラフィアのリボン（あいざわ遥）：1997年6月号 - 10月号
- 君は青空の下にいる（森本里菜）：1997年8月号 - 1998年4月号 ※『りぼんびっくり大増刊号』に掲載後『りぼん』で連載され移籍
- 外はいい天気だよ（谷川史子）：1997年10月号 - 1998年2月号
- オレンジ紅茶（あいざわ遥）：1998年8月号 - 12月号
- うそつきなシーズン（池野恋）：1998年12月号 - 1999年6月号
- きゃらめるダイアリー（水沢めぐみ）：1999年4月号 - 10月号
- 聖・ドラゴンガール（松本夏実）：1999年10月号 - 2001年4月号 ※『りぼん』と並行連載後移籍

### 2000年代開始
- アニマル横町（前川涼）：2000年2月号 - 2006年6月号 ※『りぼんびっくり大増刊号』と『りぼん』と並行連載
- いちごオムレツ♥（半澤香織）：2000年6月号 - 2006年6月号 ※『りぼんびっくり大増刊号』と『りぼん』と並行連載
- お花もようのワンピース（水沢めぐみ）：2001年6月号 - 2002年2月号
- 旅籠屋シリーズ（佐藤キリエ）：2001年12月号 - 2002年4月号
- ぴょん（彩花みん）：2002年4月号 - 2003年2月号
- ビューティフル・ワールド（森本里菜）：2002年6月号 - 2003年6月号
- H²LOVE（亜月亮）：2003年2月号、2004年4月号 - 8月号 ※『りぼんびっくり大増刊号』と『りぼん』にも掲載
- ファンキー☆ファンシー（田辺真由美）：2003年4月号 - 2006年6月号
- ポポロクロイス ピノンの大冒険（井上多美子）：2003年4月号 - 12月号
- おしゃべり ビビビーグル!（小泉晃子）：2003年12月号 - 2005年6月号 ※『りぼんびっくり大増刊号』と並行連載
- シュガーポットシリーズ（高須賀由枝）：2004年2月号 - 2006年4月号
- ベジベジ警備隊（片桐澪）：2004年6月号 - 2005年10月号 ※『りぼんびっくり大増刊号』にも掲載
- P☆えんじぇる（藤田まぐろ）：2004年10月号 - 2005年8月号
- 保育園へ行こう!（樫の木ちゃん）：2005年2月号 - 6月号→『りぼん』へ移籍
- 大好き!（水沢めぐみ）：2005年8月号 - 2006年2月号
- きょうのできごと（森ゆきえ）：2005年10月号 - 2006年6月号
- 虹色れもんパイ!（沢田とろ）：2003年4月号 - 2005年10月号
- チョコミミ（園田小波）：2003年6月号 - 2006年6月号 ※『りぼん』と並行連載
- ブンカオトメ（奥森晴生）：2004年4月号 - 2006年6月号 ※『りぼんびっくり大増刊号』にも掲載
- 天使予報（真城ひな）：2005年6月号 - 2006年6月号
- ばすけっと★ファイター（綾瀬ルナ）：2005年8月号 - 2006年6月号 ※『りぼんびっくり大増刊号』と『りぼんチャレンジ!大増刊号』にも掲載
- お伽話をあなたに 月夜の舞姫（椎名あゆみ）：2005年12月号 - 2006年4月号
- CAFE FLAT（高須賀由枝）：2005年12月号 - 2006年4月号
- セレブリティ友好条約（倉橋えりか）：2005年12月号 - 2006年4月号

## 発行部数
- 2003年9月1日 - 2004年8月31日、101,666部[3]
- 2004年9月 - 2005年8月、82,500部[3]